# КБА-27
КБА-27 — українська дослідна причіпна гаубиця калібру 152 мм. Створена в 1990-х київським конструкторським бюро «Артилерійське озброєння» на основі радянської гаубиці 2А61 «Пат-Б», де її артилерійську частину встановили на лафет від гаубиці Д-20.

## Історія

### Передумови
Незадовго перед розпадом СРСР розроблялася гаубиця 2А61 «Пат-Б» у калібрі 152 мм, як потужніша і більш сучасна заміна для 122-мм гаубиць Д-30 в полковій ланці. За дальністю стрільби у 15200 м вона дещо переважала 152-мм гаубицю Д-1 часів Другої світової, але при цьому важила на 750 кг більше — 4350 кг. Американській же 155-мм гаубиці M777 вона взагалі сильно поступалася: M777 важила 4200 кг, але била аж на 24000 м. «Пат-Б» пройшла випробування, у 1991 році була рекомендована до серійного виробництва, але виробництво не почалося. З шести виготовлених прототипів три опинились в музеях.

### Створення
В 1990-х роках київський Науково-технічний центр артилерійсько-стрілецького озброєння створив свій варіант «Пат-Б» під назвою КБА-27. У ньому клонували тільки артилерійську частину, а лафет взяли від гаубиці Д-20. За припущенням Андрія Харука, оскільки «Пат-Б» був схвалений для серійного виробництва, не можна виключати, що комплект технічної документації потрапив на один з українських заводів як мобілізаційне завдання, і за цією документацією і була створена КБА-27.

### Ерзац-САУ на основі ПТС-2
Більш компактний лафет КБА-27 дозволив створити на базі ПТС-2 ерзац-САУ: гаубицю закотили в кузов транспортера і зафіксували. Це було б неможливо із штатним лафетом 2А61 «Пат-Б», для якого в кузові ПТС-2 не вистачило б місця для лафета в бойовому положенні. Опорою при стрільбі слугував ніж для самоокопування ПТС-2.
28 жовтня 1998 року ПТС-2 з КБА-27 разом з іншими розробками українського артилерійського озброєння продемонстрували на Гончарівському полігоні. З тих пір іншої інформації про долю гаубиці не було.

## Тактико-технічні характеристики
Дані виробника:
| Калібр, мм | 152                  |
| Максимальна дальність пострілу ОФС, км | 15                   |
| Мінімальна дальність пострілу ОФС, км | 3,5                  |
| Скорострільність, постріл/хв | 7                    |
| Крешерний тиск, МПа (кгс/см²) | 295 (2950)           |
| Найбільша довжина відкоту, мм | 850                  |
| Кути нахилу ствола, град | -4…+71               |
| Кут наведення по горизонталі, град | ±29                  |
| Ширина колії, мм | 2160                 |
| Дорожній просвіт, мм, не менше | 380                  |
| Швидкість буксирування, км/г: - максимальна по дорогах з асфальтовим покриттям - максимальна по ґрунтових дорогах - максимальна по бездоріжжю | 70 40 15             |
| Обслуга гармати, осіб | 8                    |
| Основний засіб буксирування гаубиці: | автомобіль типу КрАЗ |
| Габаритні розміри в похідному положенні, мм: - довжина - ширина - висота                                                                      | 6300 2350 1900       |
| Маса, кг | 4600                 |